# Джоан Хол
Джоан Хол (на английски: Joan Hohl) е американска писателка на бестселъри в жанра съвременен и исторически романс. Писала е своите произведения и под псевдонимите Пола Робъртс (на английски: Paula Roberts) през 1980 г. и Ейми Лорин (на английски: Amii Lorin) през 1981-1995 г.

## Биография и творчество
Джоан Хол е родена на 13 юни 1935 г. в Рединг, Пенсилвания, САЩ. Винаги е мечнала да бъде писател, но много години това ѝ остава само далечен неосъществен план. След завършването си работи на няколко места, вкл. продавач и фабричен работник. Омъжва се през 1955 г. за Марвин Хол и има две дъщери – Лори и Ейми.
Когато децата ѝ отрастват и тя е на 40, решава да опита да реализира мечтата си да бъде писател. В тази повратна точка на живота си тя напуска работа, сяда с молива и тетрадката на кухненската маса и се понася на крилата на въображението си. След многократни отхвърляния от издателствата, през 1979 г. успява да продаде първия си роман, който обаче остава непубликуван.
Вторият ѝ роман „Върни се при любовта“ става нейна първа публикация под псевдонима Пола Робъртс. Следващите си произведения пише под псевдонима Ейми Лорин, който е комбинация от имената на нейните дъщери. Първите си 10 романа продължава да пише на ръка, преди да си вземе пишеща машина.
През 1982 г., след като натрупва опит и създава име, започва да пише под собственото си име. Джоан Хол се счита за един от пионерите в романтичната литература и от първите писатели, които представят мъжката гледна точка в романсите. Сюжетите на книгите ѝ са от любимата Пенсилвания или от западните щати с техните митични уестърн герои.
За произведенията си е носителка на различни награди, включително на наградата „РИТА“ (Златен медальон) през 1986 г. за „Дългоочакван празник“. През 1987 г. е удостоена с награда за цялостно творчество в романтичната литература от списание „Romantic Times“.
Джоан Хол живее със съпруга си в Рединг, Пенсилвания.

## Произведения

### Като Пола Робъртс

#### Самостоятелни романи
- Върни се при любовта, Come Home to Love (1980)

### Като Ейми Лорин

#### Самостоятелни романи
- The Tawny Gold Man (1980)
- Breeze Off the Ocean (1981)
- Game is Played (1981)
- Morning Rose (1982)
- Snowbound Weekend (1982)
- Gambler's Love (1982)
- Candleglow (1983)
- While the Fire Rages (1984)
- Night Striker (1986)
- Morgan Wade's Woman (1987)
- Morning Rose, Evening Savage (1994)
- Power and Seduction (1995)

#### Сборници
- Tale of Love / Power and Seduction (1992) – с Лори Копланд

### Като Джоан Хол

#### Самостоятелни романи
- Lady Ice (1984)
- A Taste for Rich Things (1984)
- The Scent of Lilacs (1985)
- Дългоочакван празник, A Much Needed Holiday (1985) – награда „РИТА“
- Texas Gold (1986)
- California Copper (1986)
- Nevada Silver (1986)
- One Tough Hombre (1987)
- Falcon's Flight (1987)
- Forever Spring (1988)
- Christmas Stranger (1989)
- Silver Thunder (1992)
- Shadow's Kiss (1994)
- Compromises (1995)
- Another Spring (1996)
- Compromise (1996)
- Ever After (1997)
- Maybe Tomorrow (1998)
- Something Special (2000)
- My Own (2000)
- Irresistible (2002)
- More Than Anything (2002)
- Simply Wonderful (2003)
- Someday Soon (2004)
- Cutting Through (2005)
- In the Arms of the Rancher (2009)
- Beguiling the Boss (2013)

#### Серия „Торнс“ (Thornes)
1. Thorne's Way (1982)
2. Thorne's Wife (1989)

#### Серия „Прозорци“ (Windows)
1. Window on Yesterday (1988)
2. Window on Today (1989)
3. Window on Tomorrow (1989)

#### Серия „Братя Брансън“ (Branson Brothers)
1. Най-желаният мъж, The Gentleman Insists (1989)
2. Покореният изкусител, Handsome Devil (1990)

#### Серия „Големия, лош Улф“ (Big, Bad Wolfe)
1. Предчувствие за обич, Wolfe Waiting (1993)
2. Wolfe Watching (1994)
3. Wolfe Wanting (1994)
4. Wolfe Wedding (1995)
5. Wolfe Winter (1998)

- „Wolfe Wonder” в сборника „Double Wolfe“ (2004)
- Maverick (2007)

#### Серия „Грейнджър“ (Grainger)
1. A Memorable Man (1997)
2. The Dakota Man (2000)
3. A Man Apart (2005)

#### Участие в общи серии с други писатели

##### Серия „Мъже: Произведено в Америка 2“ (Men: Made in America 2)
30. Moments Harsh, Moments Gentle (1983)
от серията има още 49 романа от различни автори

##### Серия „Западни любовници“ (Western Lovers: Hitched in Haste)
12. Someone Waiting (1985)
от серията има още 13 романа от различни автори

##### Серия „Родени в САЩ“ (Born in the USA)
- Thorne's Wife (1989)

от серията има още 18 романа от различни автори

##### Серия „Мъж на работа“ (Men at Work)
- Handsome Devil (1990)

от серията има още 7 романа от различни автори

##### Серия „Мъж на месеца“ (Man of the Month)
- Convenient Husband (1992)
- Lyon's Cub (1992)

от серията има още 85 романа от различни автори

##### Серия „Подарък от милионер“ (Gifts from a Billionaire)
- The M.D.'s Mistress (2008)

от серията има още 3 романа от различни автори

#### Сборници
- Men of Summer (1988) – с Катлийн Ийгъл и Барбара Фейт
- Christmas Classics (1989) – с Емили Ричардс
- A Christmas Collection (1992) – с Стела Камерън, Лорета Чейс и Линда Лейл Милър
- Love Beyond Time (1994) – с Боби Хътчинсън, Евелин Роджърс и Боби Смит
- A Family Christmas (1997) – с Елизабет Бевърли и Мерилин Папано
- A Daddy Again (1998) – с Дикси Браунинг и Дороти Глен
- Carried Away (2000) – с Кейси Майкълс
- Beauty and the Beast (2000) – с Бетани Кембъл, Джанис Кайзер и Лас Смол
- Tempting the Boss (2001) –с Лейн Банкс
- Winter Loving (2001) – с Даяна Палмър
- Delivered by Christmas (2002) – с Линда Хауърд и Сандра Щефен
- Winter Nights (2002) – с Ребека Брандуейн, Джина Грей и Ан Мейджър
- Double Exposure / Playing Games / The Gift of Joy (2005) – с Даян Дрейк и Вики Луис Томпсън
- A Man Apart / Hot to the Touch (2006) – с Дженифър Грийн
- One-Click Buy: October Silhouette Desire (2007) – с Морийн Чайлд, Бренда Джаксън, Дженифър Луис, Теса Радли и Лора Райт
- Maverick / Playboy's Passionate Pursuit (2008) – с Емили Роуз
- MD's Mistress / Moneyman's Seduction (2009) – с Лесли Лафой
- One-Click Buy: November 2009 Silhouette Desire (2009) – с Мишел Целмър, Морийн Чайлд и Бренда Джаксън
- Her Kind of Man (2009) – с Джъстин Дейвис и Деби Макомбър
- In the Arms of the Rancher / His Vienna Christmas Bride (2010) – с Ян Коли
- Date With a Cowboy (2013) – с Мери Лин Бакстър и Даяна Палмър
- Date With... (2013) – с Дона Алуард, Мери Лин Бакстър, Али Блейк, Луси Кларк, Ан Хейриъс, Маргьорит Кей, Мелани Милбърн, Наташа Оукли, Даяна Палмър и Алисън Робъртс
- Beguiling the Boss / A Trap So Tender (2013) – с Дженифър Люис